# Zygmunt Ziółkowski

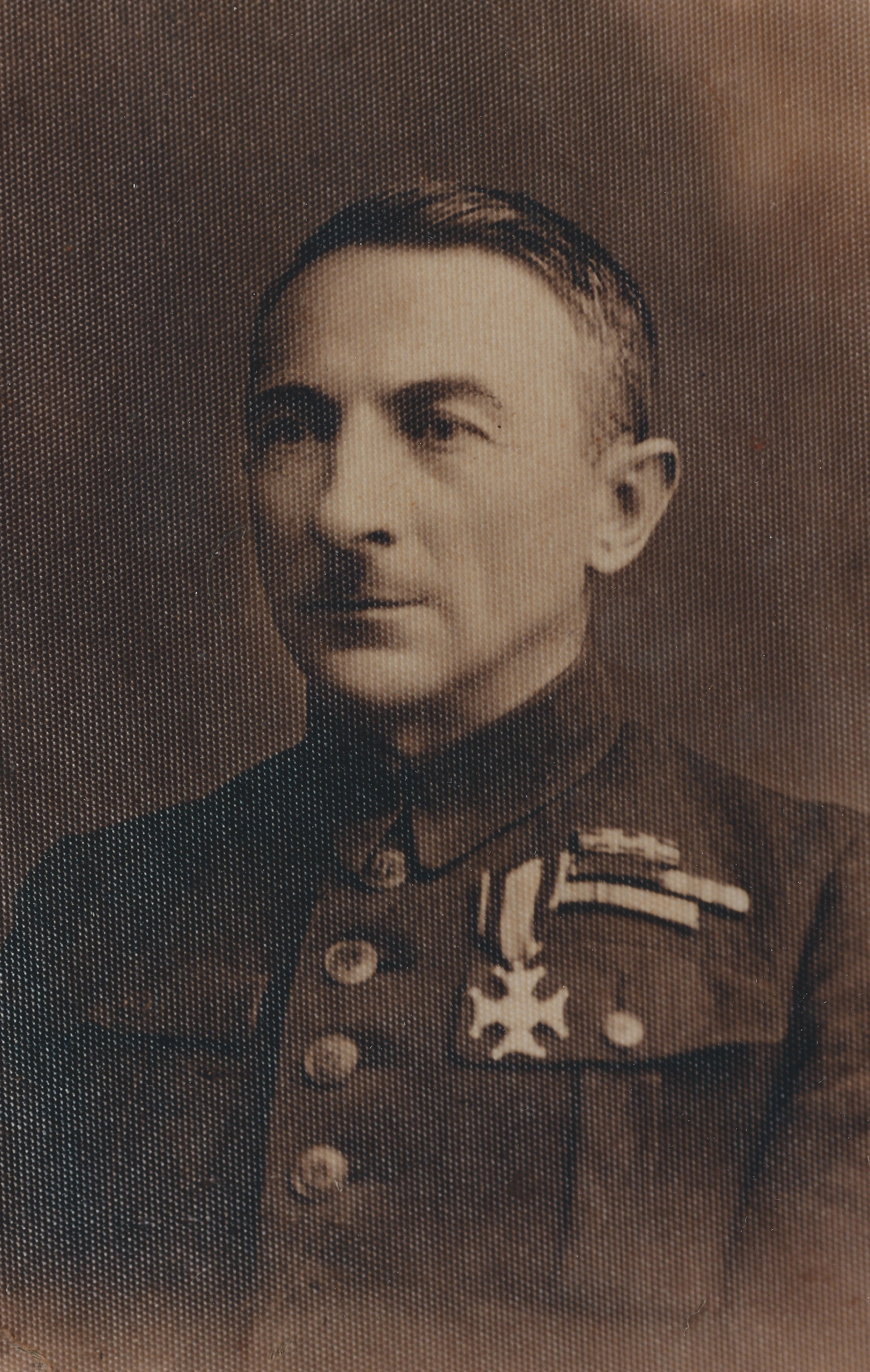
Zygmunt Ziółkowski

Zygmunt Ziółkowski (* 24. November 1889 in Kolno, Woiwodschaft Podlachien; † 26. August 1963) war ein polnischer Politiker und Bürgermeister.

## Leben
Geboren und erzogen wurde Ziółkowski in einer Zöllnerfamilie, sein Vater war Bartlomiej Ziółkowski. Sein Studium absolvierte er in einem Lehrerseminar in der Zeit Kongresspolens. Die Jahre 1910 bis 1914 verbrachte er in Chile, wo er als Mechaniker und als Viehzüchter arbeitete.
Im Jahre 1915 trat er in die Polnischen Legionen ein. Von 1917 bis 1918 war er in Szczypiorno interniert. Von 1919 bis 1920 kämpfte er im Polnisch-Sowjetischen Krieg.
In der Zweiten Polnischen Republik wurde er mit einem 35 Hektar großen Acker in Ustyluh geehrt. Von 1929 bis 1931 studierte Ziółkowski Kommunale Politik und Verwaltung, worauf er die Verantwortung als Vogt in der Gmina Kamienica Żyrowiecka übernahm (1931–1932). Anschließend war er als Bürgermeister tätig, von 1932 bis 1937 in Luninez und von 1937 bis 1939 in Kobryn.
Beim Überfall auf Polen kämpfte er in der Gruppierung „Kobryn“; er wurde von den Deutschen gefangen genommen und verbrachte seine Gefangenschaft in Offizierslagern in Choszczno und in Borne Sulinowo. Nach dem Zweiten Weltkrieg übernahm er einen großen Bauernhof in Widzino in Pommern. Politisch engagierte sich Ziółkowski in der polnischen Partei Polskie Stronnictwo Ludowe (1945–1949). Er starb 1963 und wurde auf dem Friedhof in Kobylnica begraben.

## Ehrungen
Geehrt wurde Ziółkowski mit dem Krzyż Waleczny und dem Orden Virtuti Militari wegen seiner Beteiligung im Polnisch-Sowjetischen Krieg.